# Sebastiano Sebastiani
Sebastiano Sebastiani (* um 1567 in Camerino; † 1626 in Recanati) war ein italienischer Bildhauer und Gießer.

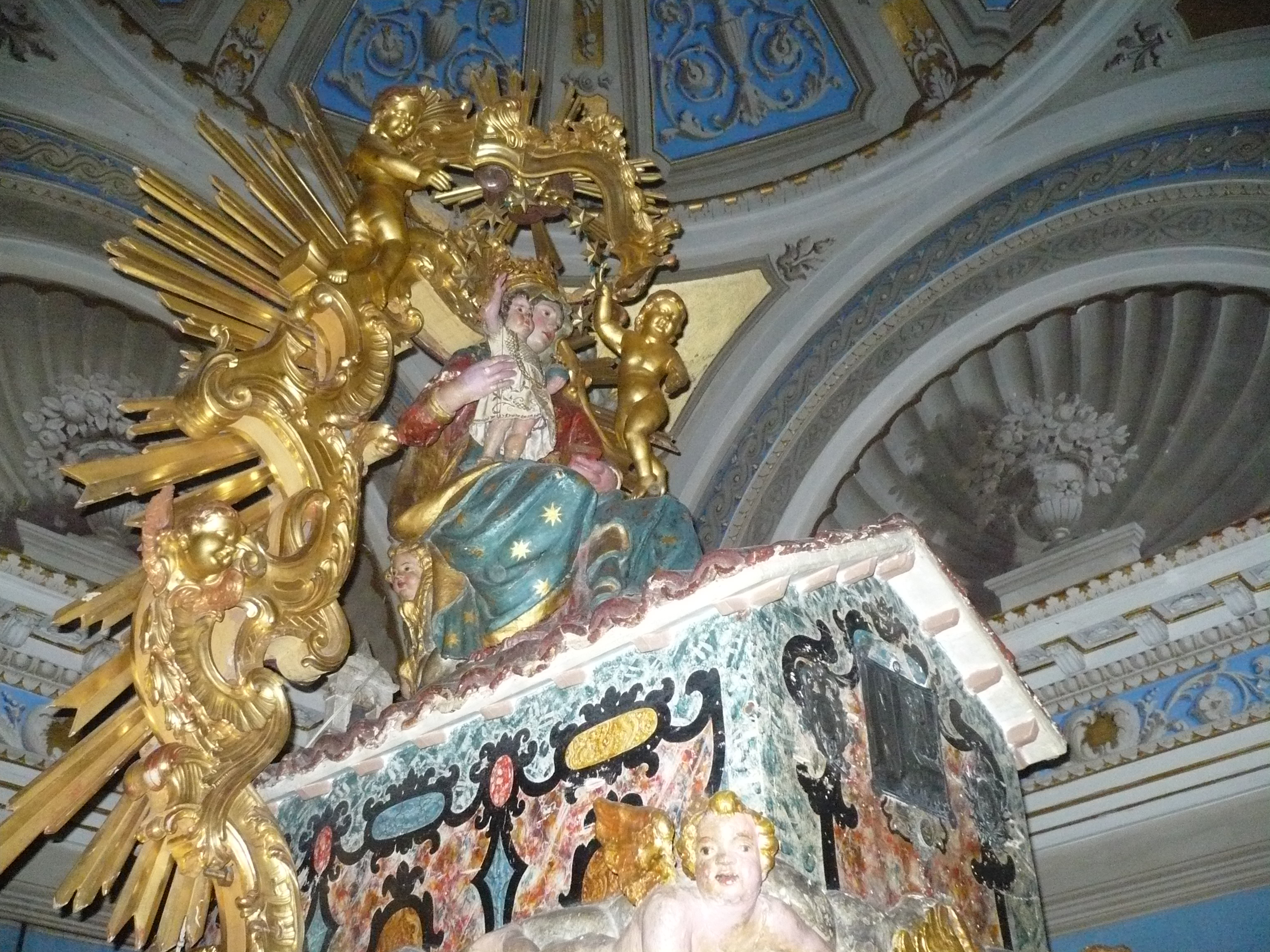
Madonna di San Giovanni (Nachbildung der Jungfrau von Loreto, ca. 1620)

## Leben
Er wurde in der um 1567 in Camerino geboren und in der Werkstatt des Bronzegießers Antonio Calcagni in Recanati ausgebildet. Sebastiano Sebastiani arbeitete mit mehreren Gießern aus Recanati zusammen, die oft Bündnisse eingingen um ihre Aufträge zu erfüllen, so dass die Werke dieser Bildhauer oft eine Teamarbeit sind, die nur schwer einem von ihnen zugeschrieben werden kann.
Ab März 1611 hielt er sich längere Zeit in Rom auf und beaufsichtigte den Bronzeguss für das Denkmal für Papst Paul V. Borghese von Nicolas Cordier, genannt Franciosino, das von der Gemeinde Rimini in Auftrag gegeben wurde. Nach dem Tod von Cordier im Jahr 1612 vollendete er die Statue alleine. Danach kehrte er wieder nach Recanati zurück. Ab 1615 war er wieder in Rom tätig und arbeitete unter anderem für den Petersdom.
In der ersten Hälfte der 1620er Jahre arbeitete er an einigen Abgüssen von Büsten des jungen Gian Lorenzo Bernini, der später wichtige Gussaufträge an Sebastianos Sohn Cesare vergeben sollte.

## Werke
- Madonna del pianto (1612), Fermo
- Papst Paul V. Borghese (1612), (er beaufsichtigte das Gießen) Rimini
- Rechtes Tor (er beaufsichtigte das Gießen) Basilika vom Heiligen Haus in Loreto, Loreto
- Madonna di San Giovanni (1620), Ripatransone (alte Zuschreibung verworfen; Marchegiani, Rom 2018, S. 702)